# Weilerhügel

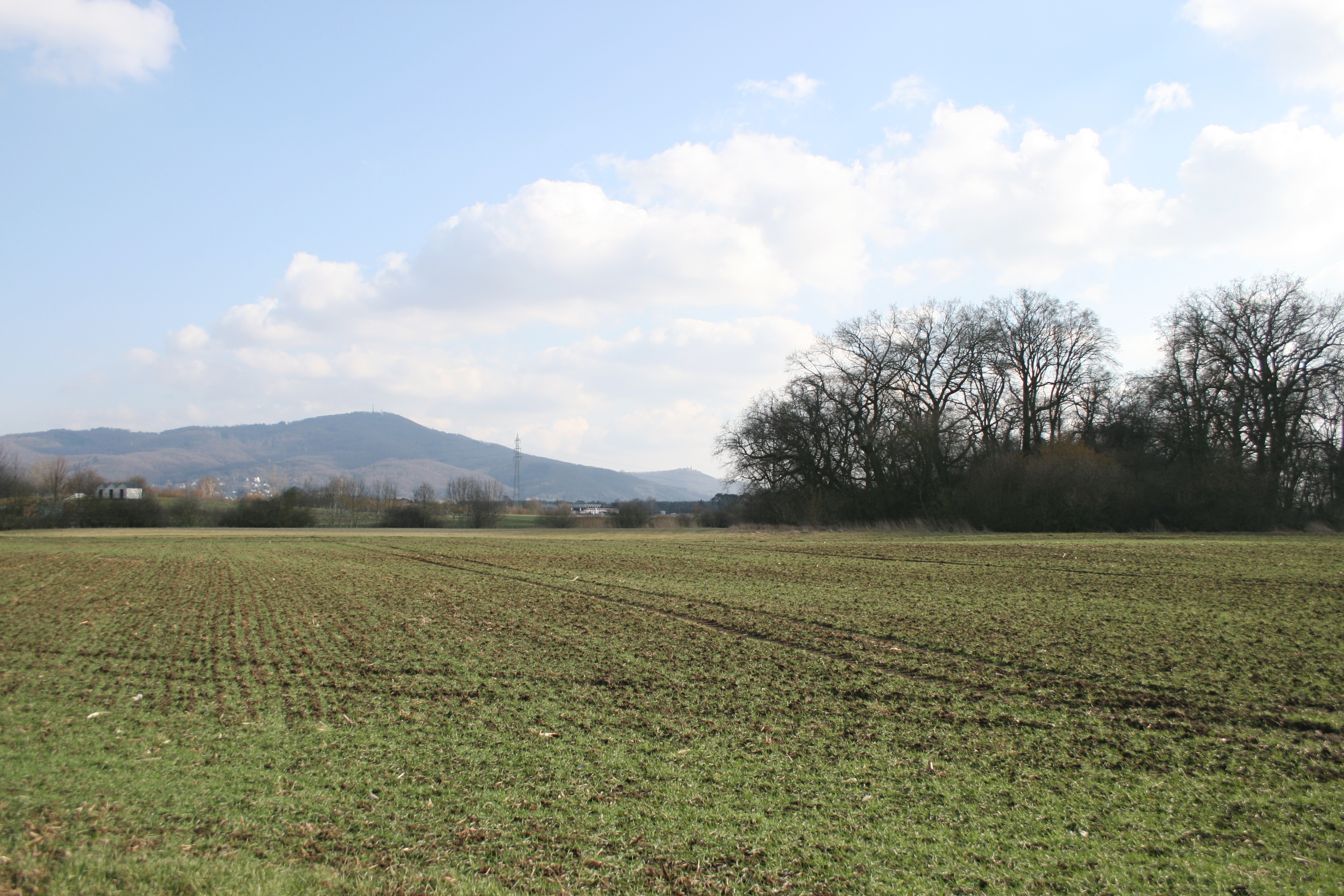
Weilerhügel bei Alsbach-Hähnlein. Blick von Norden. Rechts Turmhügel, im Hintergrund Melibokus und Schloss Auerbach.

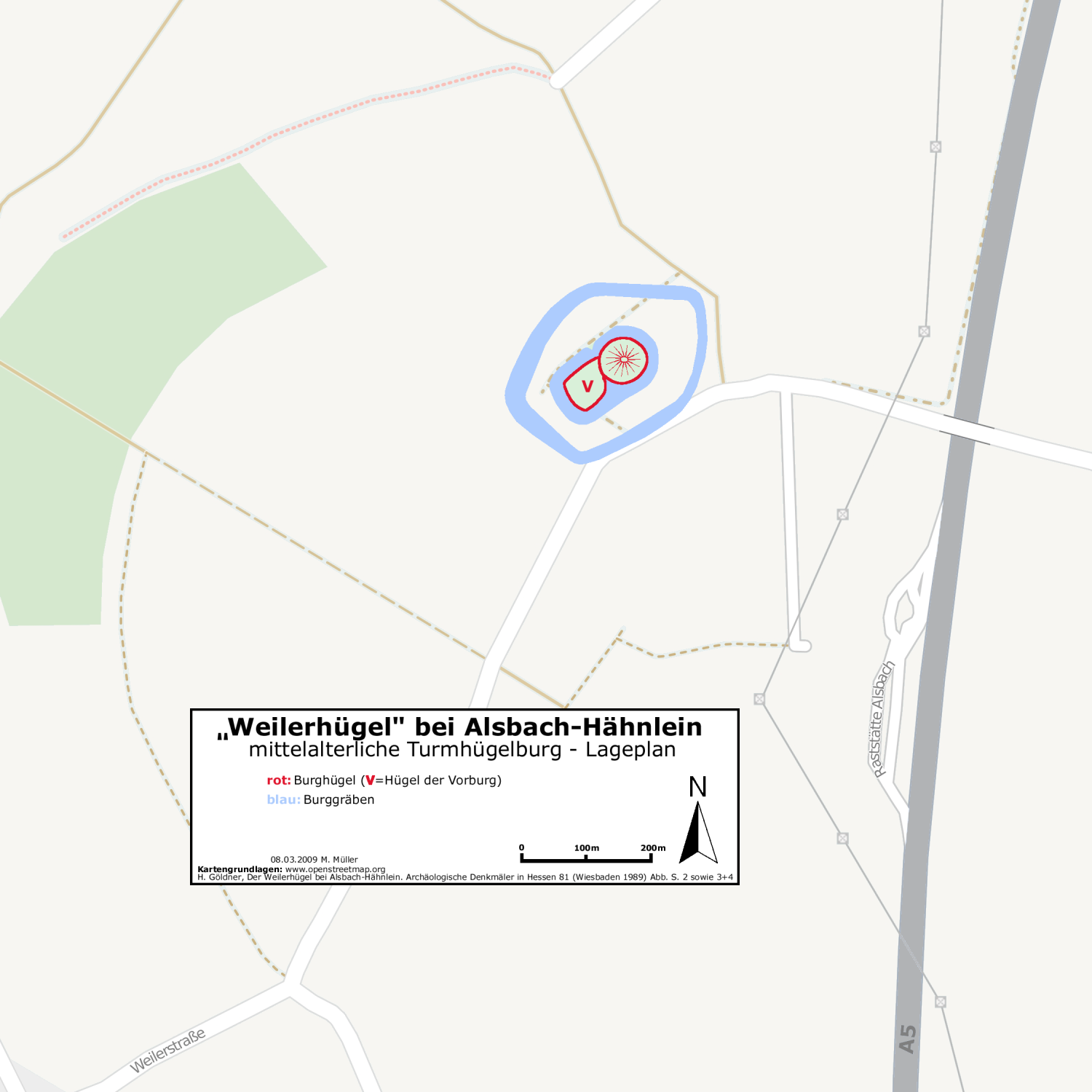
Lageplan der Burganlage Weilerhügel.

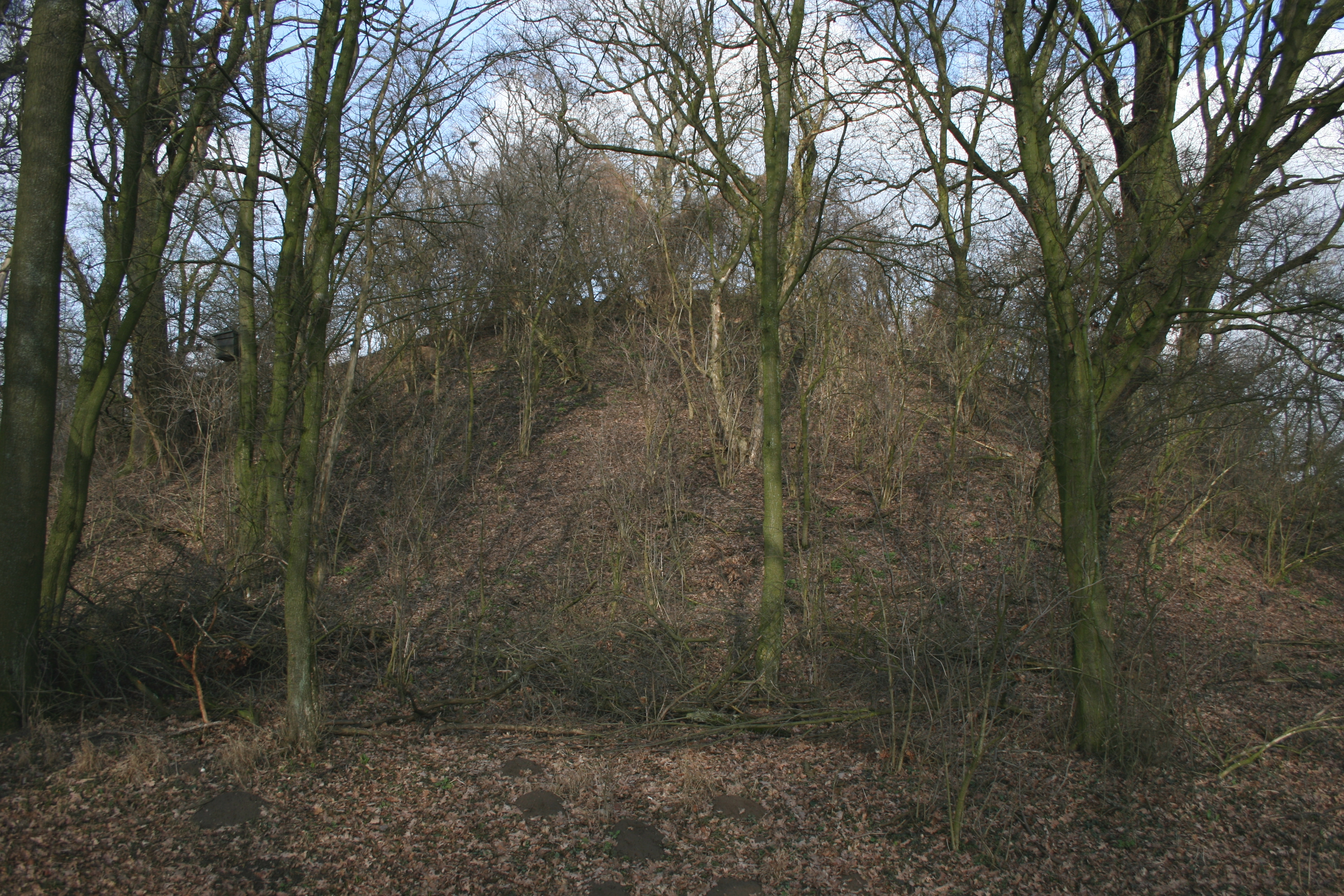
Ansicht des 11 m hoch erhaltenen Turmhügels von Westen.

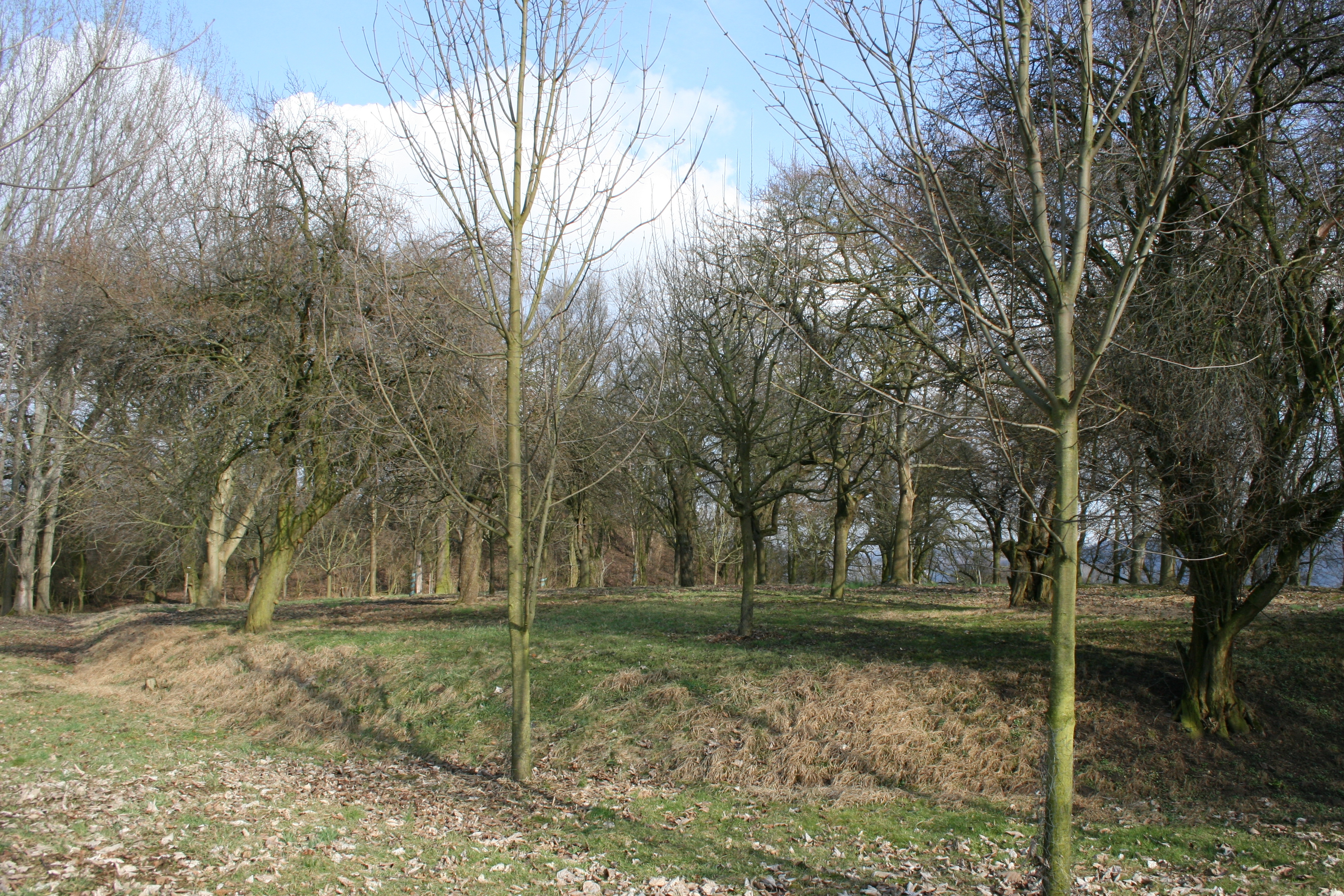
Ansicht der Vorburg von Westen.

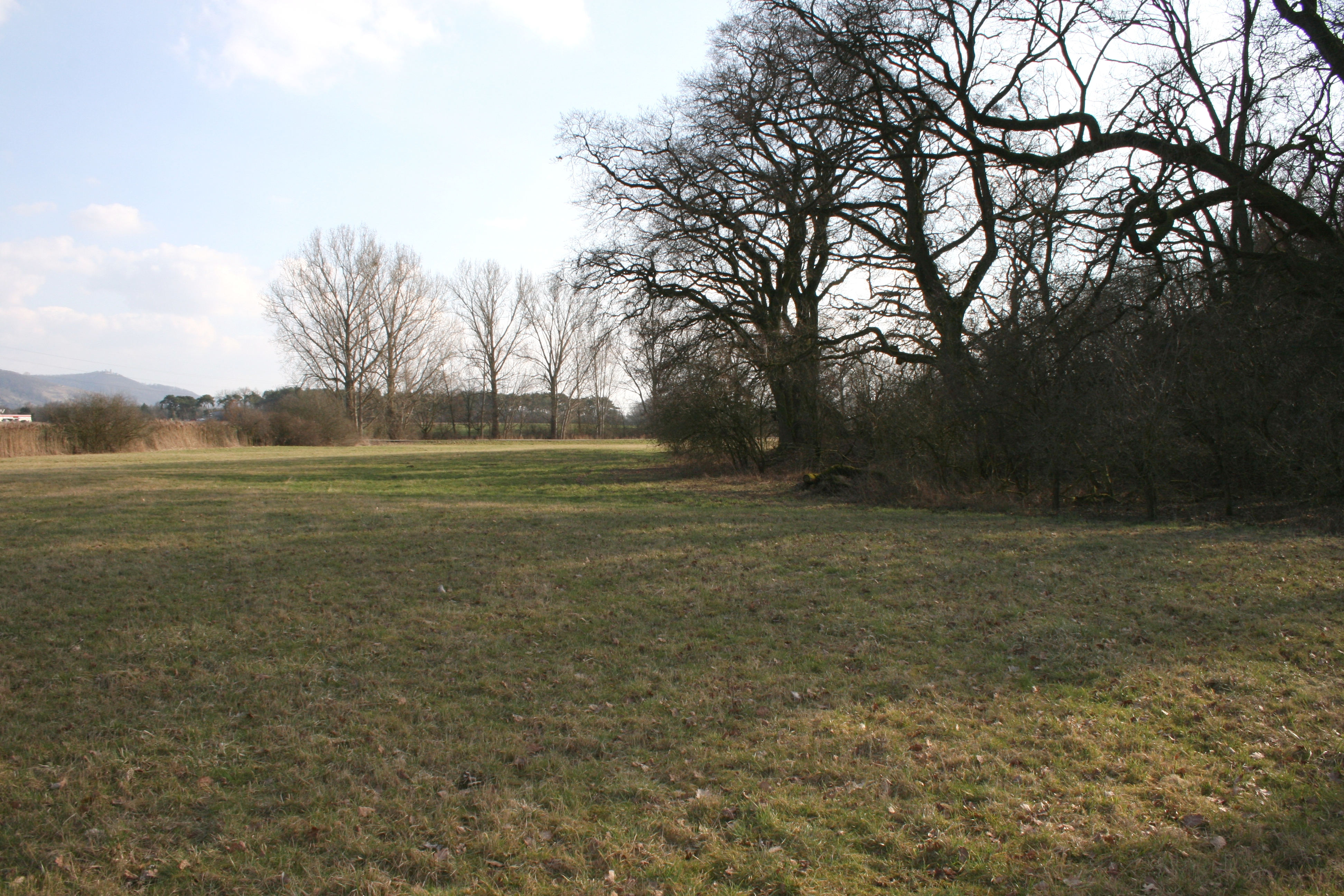
Der innere Graben ist stellenweise am Fuß des Turmhügels noch gut zu erkennen.

Der sogenannte Weilerhügel ist eine mittelalterliche Niederungsburg bei Alsbach-Hähnlein im Landkreis Darmstadt-Dieburg in Hessen. Sie wird aufgrund weniger Schriftquellen mit den Herren von Bickenbach in Verbindung gebracht. Der Weilerhügel ist aufgrund seiner guten Erhaltung ein gutes Beispiel für eine Hochmotte (Turmhügelburg), eine typische Bauform von Niederungsburgen im 11. bis 13. Jahrhundert.

## Lage
Die Reste der Burg befinden sich zwischen den Ortschaften Hähnlein und Bickenbach nahe der Bundesautobahn 5 (fußläufig zu erreichen vom Rastplatz Alsbach-Hähnlein), Flurstück „Im Weiler“. Das umliegende Gelände ist besonders nördlich und westlich der Anlage sehr sumpfig, da es sich in der Schlinge eines alten Neckarlaufs befindet. Das sumpfige Terrain ergänzte die doppelte Grabenanlage als Annäherungshindernis.

## Geschichte
Die erste urkundliche Erwähnung der Herren von Bickenbach und wahrscheinlich auch des Weilerhügels findet sich in einer Urkunde des Mainzer Erzbischofs Adalbert vom 29. November 1129, in der die Weihung einer Bartholomäus-Kapelle durch den Bischof von Straßburg im Auftrag Konrads I. von Bickenbach erwähnt wird. Die in Anwesenheit hoher geistlicher und weltlicher Würdenträger geweihte Kapelle war mit Gütern zu Alsbach und Bickenbach dotiert. Die Herren von Bickenbach besaßen Allodialbesitz in Jugenheim, die Gründung der Burg erfolgte aber offensichtlich als Lehen des Klosters Lorsch. Die Kapelle könnte sich in der Vorburg des Weilerhügels befunden haben.
Schon etwa 100 Jahre später scheint der Weilerhügel den Ministerialen als Herrschaftssitz nicht mehr genügt zu haben, denn sie ließen das 1241 erstmals erwähnte Schloss Alsbach (auch Burg Bickenbach) als steinerne Höhenburg in Spornlage auf den Anhöhen des Odenwaldes oberhalb der Bergstraße erbauen. Die nicht mehr zeitgemäße Anlage des Weilerhügels wurde nach Ausweis der Keramikfunde, die vom 11. bis in das 15. Jahrhundert reichen, eine Zeitlang als Wirtschaftshof weitergenutzt.
Weitere urkundliche Nennungen bezeichnen die Anlage 1310 als curia antiqua, 1466 als alte Burg und 1516 in einem Weistum als Weyler uf Alt-Bickenbach. Letzteres lässt darauf schließen, dass die Burganlage zu diesem Zeitpunkt schon verfallen war.

## Erforschung
Am Weilerhügel haben bisher nur wenige Ausgrabungen stattgefunden. Nach kleineren Sondagen 1838 führte der Historische Verein für das Großherzogtum Hessen 1876 Grabungen in der Vorburg durch, die verschiedene Mauerfundamente dort nachweisen konnte. 1913 erbrachte eine kleine Untersuchung den Nachweis einer Mauer auf der Kuppe des Turmhügels. Im Hessischen Landesmuseum Darmstadt wird eine Kiste Scherben aus den Grabungen aufbewahrt, vorwiegend mittelalterliche Gebrauchskeramik.

## Anlage
Beim Weilerhügel handelt es sich um das klassische Beispiel einer Motte, einer häufig anzutreffenden Niederungsburg des 11. und 12. Jahrhunderts. Die zeitgenössische Darstellung einer solchen Anlage findet sich auf dem Teppich von Bayeux. Diese Burgen wurden zunächst nur aus Wall, Graben und Holzpalisade errichtet, einige davon später in Stein ausgebaut. Der Aushub aus den Gräben wurde für die Wälle und einen zentralen Turmhügel verwendet.
Es ist aufgrund der wenigen ergrabenen Befunde nicht festzustellen, ob die Anlage in einem Zug entstand oder Teile wie die Vorburg oder der äußere Graben später hinzugefügt wurden. Die enorme Höhe des erhaltenen Turmhügels könnte das Ende einer Entwicklung von der Kernmotte zur Hochmotte dokumentieren.
Die Burganlage gehört heute zum Naturschutzgebiet „Altneckarlachen von Alsbach, Hähnlein und Bickenbach“, das Gelände der Vorburg nimmt eine Streuobstwiese ein. Während der innere Graben noch gut zu erkennen ist, wurde der äußere Graben fast völlig eingeebnet.

### Turmhügel
Besonders eindrucksvoll an der Anlage ist der Kegelstumpf-förmige Turmhügel, der noch 11 m hoch erhalten ist. An seiner Basis besitzt er einen Durchmesser von etwa 55 m. In früheren Zeiten wurde versucht, das Bauwerk als römischen Wachturm oder keltischen Grabhügel zu deuten, was aber weitgehend unbegründet war. Funde vorgeschichtlicher und römischer Zeitstellung aus dem Hügel sind durch sekundäre Verlagerung einer großen Menge Erdmaterials aus der Umgebung zur Errichtung des Hügels im hohen Mittelalter erklärbar. Auf der Spitze befand sich wahrscheinlich anfangs ein hölzerner Wohnturm, der später durch ein Steingebäude oder eine Ringmauer ersetzt wurde.

### Vorburg
Südwestlich an den Turmhügel schließt die Vorburg an, die ebenfalls Seitenlängen von 55 m aufweist. Der Hügel der Vorburg erhebt sich etwa einen Meter über das umliegende Gelände. Dieses Gelände befindet sich in Privatbesitz. 

### Wassergräben
Die beiden Burghügel waren umgeben von zwei Wassergräben, diese befinden sich in Privatbesitz. Der innere Graben ist am Fuß der Hügel stellenweise noch gut zu erkennen. Der äußere Graben besaß eine annähernd fünfeckige Form und schloss ein Areal von 300 × 210 m ein.

## Denkmalschutz
Das Burggelände und die Bodendenkmäler in der Umgebung sind Kulturdenkmäler nach dem Hessischen Denkmalschutzgesetz. Alle Nachforschungen, seien es Grabungen, Schürfungen, Wühlereien, auch gezielte Fundaufsammlungen und Veränderungen am Bestand sind genehmigungspflichtig. Zufallsfunde sind den Denkmalbehörden zu melden.